# Delmark Records
Delmark Records ist ein US-amerikanisches Jazz- und Blues-Musiklabel, das 1953 gegründet wurde.
Das Label Delmark Records gilt als eine der ältesten unabhängigen Plattenfirmen der Vereinigten Staaten. Es wurde von dem Jazzfan Bob Koester (1932–2021) gegründet, der das Label zunächst als Hobby betrieb. Koester verkaufte Anfang der 1950er Jahre Schallplatten in Colleges und eröffnete schließlich in St. Louis mit einem Partner den Plattenladen Blue Note. Nach der Trennung von seinem Kompagnon gründete Koester Delmar Records in der Delmar Street in St. Louis und nahm am 19. September 1953 als erste Produktion die Traditional Jazzband The Windy City Six auf. Koester veröffentlichte dann auch Aufnahmen von Bluesmusikern wie J. D. Short, Speckled Red und Big Joe Williams, die in St. Louis lebten. 1958 verlagerte er die Firma nach Chicago; er gründete 1959 Seymour's Jazz Mart im Gebäude der Roosevelt University; der Name des Labels wurde nun in Delmark verändert. 1963 verlegte er den Sitz des Unternehmens und den Verkaufsraum in die Grand Avenue; 1971 bezog er Räumlichkeiten in der 4243 N. Lincoln Avenue, behielt aber den Verkaufsraum in der Grand Avenue als The Jazz Record Mart. Zu dieser Zeit arbeitete auch Koesters Ehefrau Susan in der Firma; einziger Angestellter war Bruce Iglauer, der später das Label Alligator Records gründete.

Bob Koester gilt als einer der bedeutendsten Archivare von Blues-Aufnahmen in den USA.
Auf Delmark erschienen Aufnahmen wichtiger Blues- und Jazzmusiker, zumeist aus der Chicagoer Szene. Das Spektrum reicht von Künstlern wie Paul Bascomb, Jimmy Forrest und Donald Byrd in den 1950ern, Junior Wells und Luther Allison in den 1960er Jahren über Jimmy Dawkins, Ron Dewar und Lem Winchester bis zu Roscoe Mitchell und Sun Ra. Besonders zu erwähnen ist, dass das Label den Musikern der Chicagoer Avantgarde um die AACM, wie Anthony Braxton, Joseph Jarman, Muhal Richard Abrams, Kalaparusha Maurice McIntyre und später dem Ethnic Heritage Ensemble und Kahil El’Zabars Ritual Trio, eine Veröffentlichungsfläche bot. Es entstanden aber auch Aufnahmen der Bluesband Memphis Nighthawks in den 1970ern. Auch jüngere Musiker wie Ken Vandermark, Zane Massey, Jeff Parker, Josh Abrams und Big Time Sarah wurden veröffentlicht. In den 1990ern entstanden dort auch Aufnahmen von Eric Alexander, Roy Campbell, Scott Fields und von Veteranen wie Malachi Thompson und Cecil Payne. Auf dem Label erschienen auch die Aufnahmen der Jazzmusiker Jodie Christian, Ernest Dawkins, George Freeman, Lin Halliday, Carl Leukaufe, Nicole Mitchell, Harold Ousley, Mike Smith, Artur Majewski/Mikrokolektyw und Ira Sullivan. 2018 verkaufte Koester Delmark Records an die Chicagoer Musiker Julia A. Miller und Elbio Barilari.
Im neuen Jahrtausend ist Delmark auch in die Produktion von Video-DVDs eingestiegen.
Der Labelgründer Bob Koester starb am 12. Mai 2021 im Alter von 88 Jahren.